# Ekstraliga polska w piłce nożnej kobiet (2014/2015)
Ekstraliga polska w piłce nożnej kobiet 2014/2015 – 36. edycja kobiecej Ekstraligi piłkarskiej w Polsce. W rozgrywkach po rozszerzeniu ligi będzie brało udział 12 drużyn, które rozegrały między sobą po dwa spotkania – po jednym u siebie i na wyjeździe. Mistrzem kraju otrzyma szansę gry w Lidze Mistrzów. Do I ligi spadną dwie drużyny.

## Drużyny
| Uczestnicy poprzedniej edycji                                                                                 | Uczestnicy poprzedniej edycji | Uczestnicy poprzedniej edycji | Uczestnicy poprzedniej edycji |
| --- | ----------------------------- | ----------------------------- | ----------------------------- |
| MKO | Medyk Konin                   | 1                             |                               |
| GKŁ | Górnik Łęczna                 | 2                             |                               |
| WRO | AZS Wrocław                   | 3                             |                               |
| MIT | Mitech Żywiec                 | 4                             |                               |
| ZLU | Zagłębie Lubin                | 5                             |                               |
| GPI | GOSiR Piaseczno               | 6                             |                               |
| KP | KKP Bydgoszcz                 | 7                             |                               |
| BIA | AZS Biała Podlaska            | 8                             |                               |
| Awans z I ligi                                                                                                |                               |                               |                               |
| grupa północna                                                                                                |                               |                               |                               |
| OSZ | Olimpia Szczecin              | 1                             |                               |
| STI | Stilon Gorzów Wielkopolski    | 2                             |                               |
| grupa południowa                                                                                              |                               |                               |                               |
| CZS | Czarni Sosnowiec              | 1                             |                               |
| KAT | 1. FC Katowice                | 2                             |                               |
| Oznaczenia: - kolumna pierwsza – skróty nazw drużyn, - kolumna trzecia – miejsce zajęte w poprzednim sezonie. |                               |                               |                               |

## Tabela
| Lp. | Drużyna                    | M  | Z  | R | P  | Bramki | Bramki | Różn. | Pkt | Uwagi                                 |
| --- | -------------------------- | -- | -- | - | -- | ------ | ------ | ----- | --- | ------------------------------------- |
| 1   | Medyk Konin                | 18 | 15 | 2 | 1  | 77     | 9      | +68   | 47  | Liga Mistrzów UEFA Kobiet • 2015/2016 |
| 2   | Zagłębie Lubin             | 18 | 15 | 2 | 1  | 59     | 16     | +43   | 47  |                                       |
| 3   | Górnik Łęczna              | 18 | 14 | 1 | 3  | 64     | 18     | +46   | 43  |                                       |
| 4   | Mitech Żywiec              | 18 | 12 | 2 | 4  | 54     | 22     | +32   | 38  |                                       |
| 5   | AZS Wrocław                | 18 | 8  | 2 | 8  | 28     | 39     | −11   | 26  |                                       |
| 6   | Czarni Sosnowiec           | 18 | 6  | 6 | 6  | 27     | 25     | +2    | 24  |                                       |
| 7   | AZS Biała Podlaska         | 18 | 6  | 4 | 8  | 17     | 24     | −7    | 22  |                                       |
| 8   | KKP Bydgoszcz              | 18 | 4  | 3 | 11 | 11     | 39     | −28   | 15  |                                       |
| 9   | 1. FC Katowice             | 18 | 4  | 2 | 12 | 12     | 47     | −35   | 14  |                                       |
| 10  | Olimpia Szczecin           | 18 | 3  | 3 | 12 | 21     | 56     | −35   | 12  |                                       |
| 11  | Stilon Gorzów Wielkopolski | 18 | 3  | 2 | 13 | 19     | 51     | −32   | 11  | Spadek do I ligi                      |
| 12  | GOSiR Piaseczno            | 18 | 2  | 3 | 13 | 15     | 58     | −43   | 9   | Spadek do I ligi                      |

## Statystyki

### Najlepsi strzelcy
Stan na 16 maja 2015.
| Bramki | Strzelec          | Drużyna        |
| ------ | ----------------- | -------------- |
| 28     | Agata Tarczyńska  | Zagłębie Lubin |
| 26     | Anna Żelazko      | Górnik Łęczna  |
| 18     | Ewa Pajor         | Medyk Konin    |
| 17     | Anna Gawrońska    | Medyk Konin    |
| 14     | Halina Półtorak   | Mitech Żywiec  |
| 13     | Lucia Šušková     | Mitech Żywiec  |
| 11     | Ewelina Kamczyk   | Medyk Konin    |
| 10     | Agata Guściora    | Górnik Łęczna  |
| 9      | Aleksandra Sikora | Medyk Konin    |

Pełna klasyfikacja na 90minut.pl.